# Mignerette
Mignerette är en kommun i departementet Loiret i regionen Centre-Val de Loire strax norr Frankrikes mitt. Kommunen ligger i kantonen Ferrières-en-Gâtinais som tillhör arrondissementet Montargis. År 2022 hade Mignerette 357 invånare.

## Befolkningsutveckling
Antalet invånare i kommunen Mignerette
| Referens: INSEE |